# ریبولوز ۵-فسفات
ریبولوز ۵-فسفات (به انگلیسی: Ribulose 5-phosphate) با فرمول شیمیایی C5H11O8P یک ترکیب شیمیایی با شناسه پاب‌کم 439184 است. که جرم مولی آن ۲۳۰٫۱۱ گرم بر مول می‌باشد. 